# Stratotype

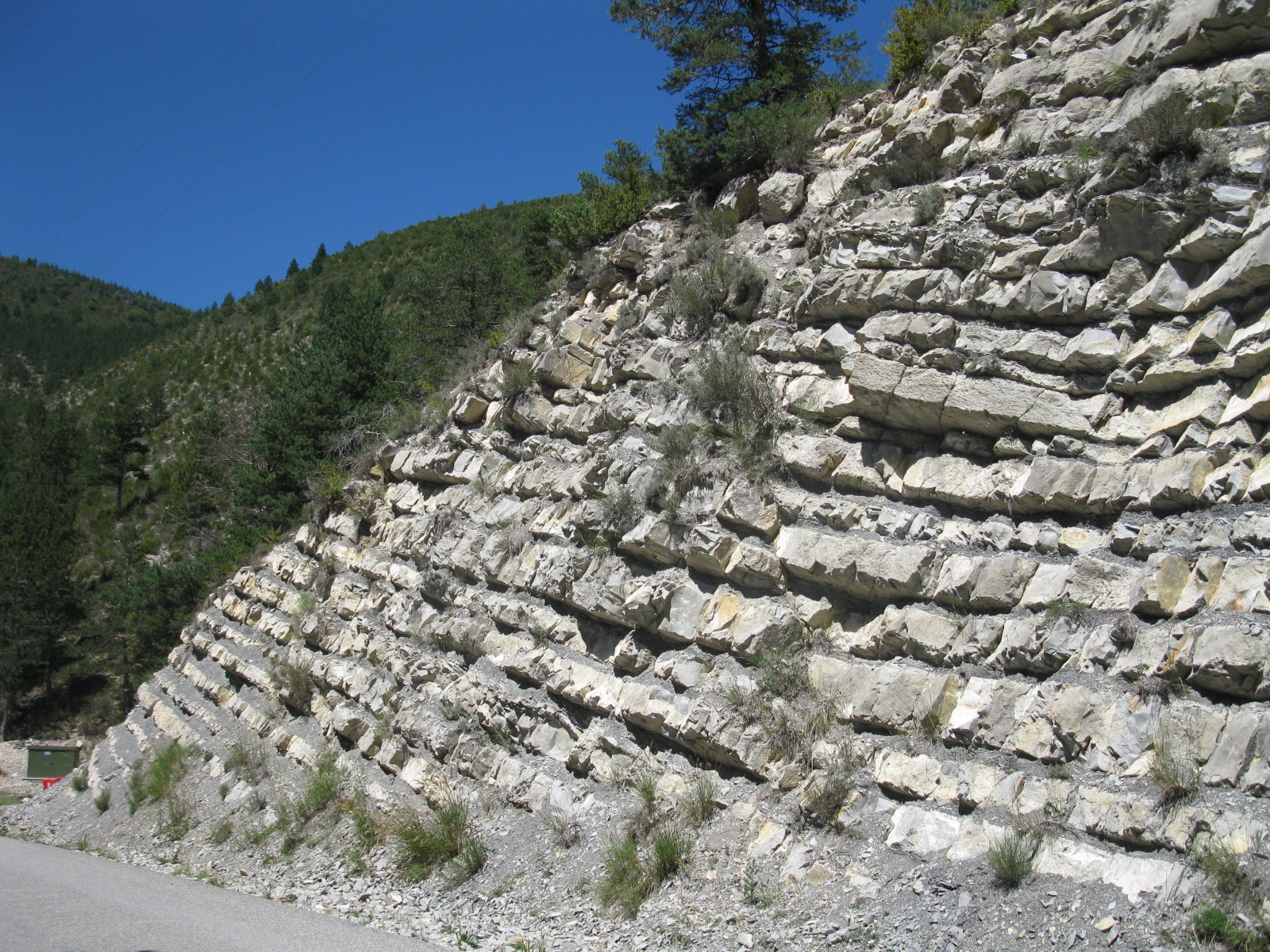
Stratotype du Barrémien à Angles (Alpes-de-Haute-Provence).

Le stratotype est l'affleurement qui sert de référence pour définir un étage géologique, c'est-à-dire un étage de l'échelle stratigraphique.
La tendance est d'établir, de situer et d'utiliser les stratotypes en référence à un standard « universel » : le point stratotypique mondial (PSM), ou Global Boundary Stratotype Section and Point (GSSP), qui précise les limites existantes entre deux étages géologiques dans un travail coordonné par la Commission internationale de stratigraphie (ICS) et l’Union internationale des sciences géologiques (UISG).

## Vocabulaire et étymologie
- le mot « stratotype » associe une racine latine stratum (couverture) et une racine grecque typos (empreinte), marque qui en latin a donné tipus (modèle, symbole).
- le nom d'un étage géologique est souvent composé en utilisant comme racine le lieu d'un site géographique où on a exploré et défini le stratotype, auquel on ajoute le suffixe -ien (exemples : Hettangien, Oxfordien, Bajocien, etc.). S'il est utilisé comme nom propre, le nom d'un stratotype commence par une majuscule, mais employé en tant qu'adjectif, il commence par une minuscule (exemple : « niveau hettangien » ou « fossile oxfordien »).

Par analogie avec les types en biologie, la notion de « stratotype » a été précisée comme suit :

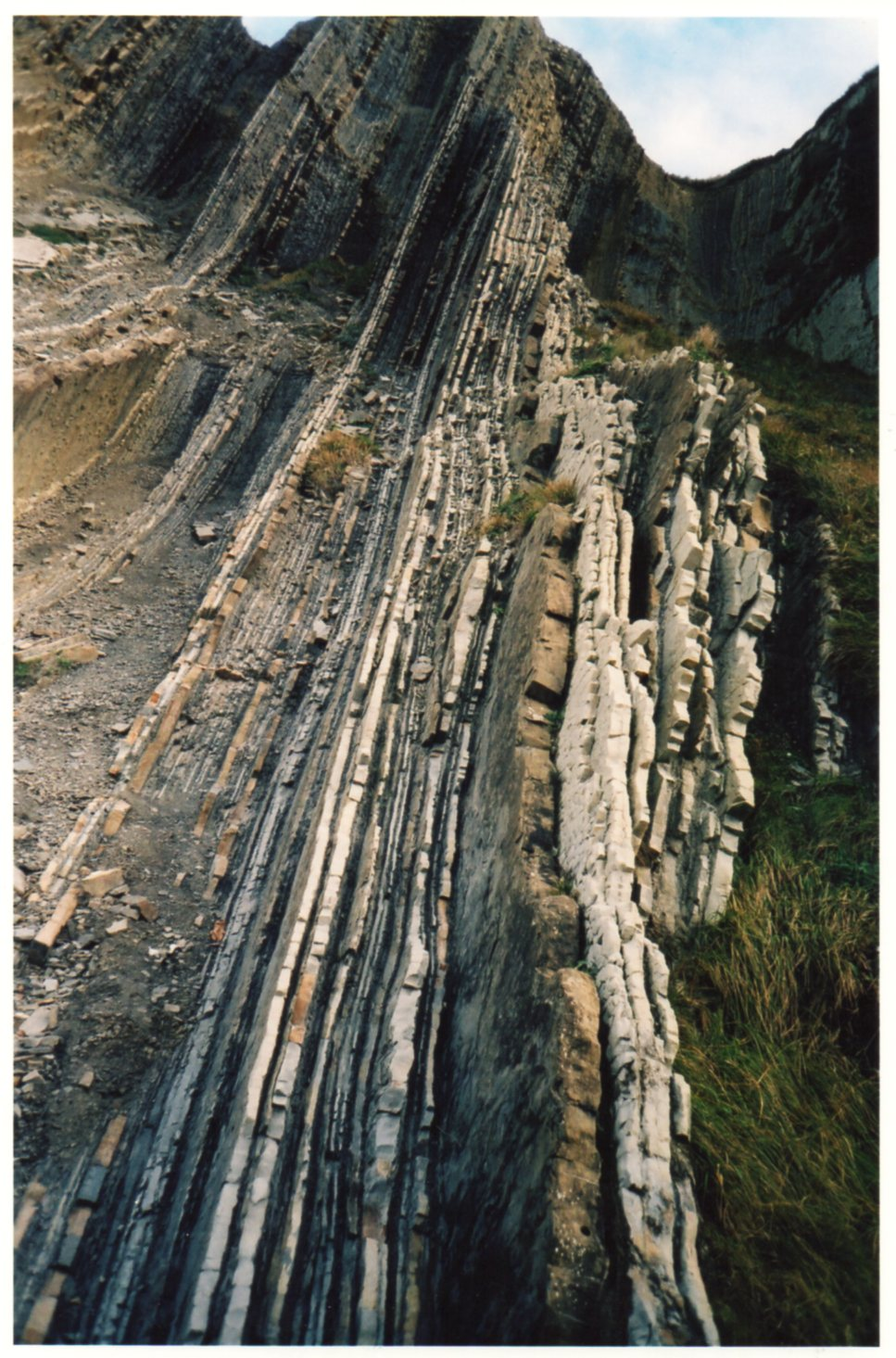
Hypostratotype de la transition Crétacé-Tertiaire (couche jaune en relief), flysch d'Algorri à Zumaia, Pays basque, Espagne.

### Holostratotype
L’holostratotype est le stratotype original choisi et décrit pour être l'affleurement de référence au moment de la définition de l'unité stratigraphique.

### Parastratotype
Le parastratotype est un affleurement décrit en même temps que l'holostratotype et en général à proximité, pour en augmenter la définition.

### Lectostratotype
Le lectostratotype est un stratotype, choisi après la définition de l'unité stratigraphique, en l'absence d'un holostratotype, pour servir de référence. Il peut être choisi hors de la zone type.

### Néostratotype
Le néostratotype est un nouveau stratotype choisi pour remplacer un stratotype disparu (érosion, glissement de terrain, travaux...).

### Hypostratotype
L'hypostratotype est défini a posteriori pour compléter la connaissance d’une unité ou d’une limite (par exemple, dans un environnement de dépôt ou un domaine paléogéographique différent).